# Abraham Verghese

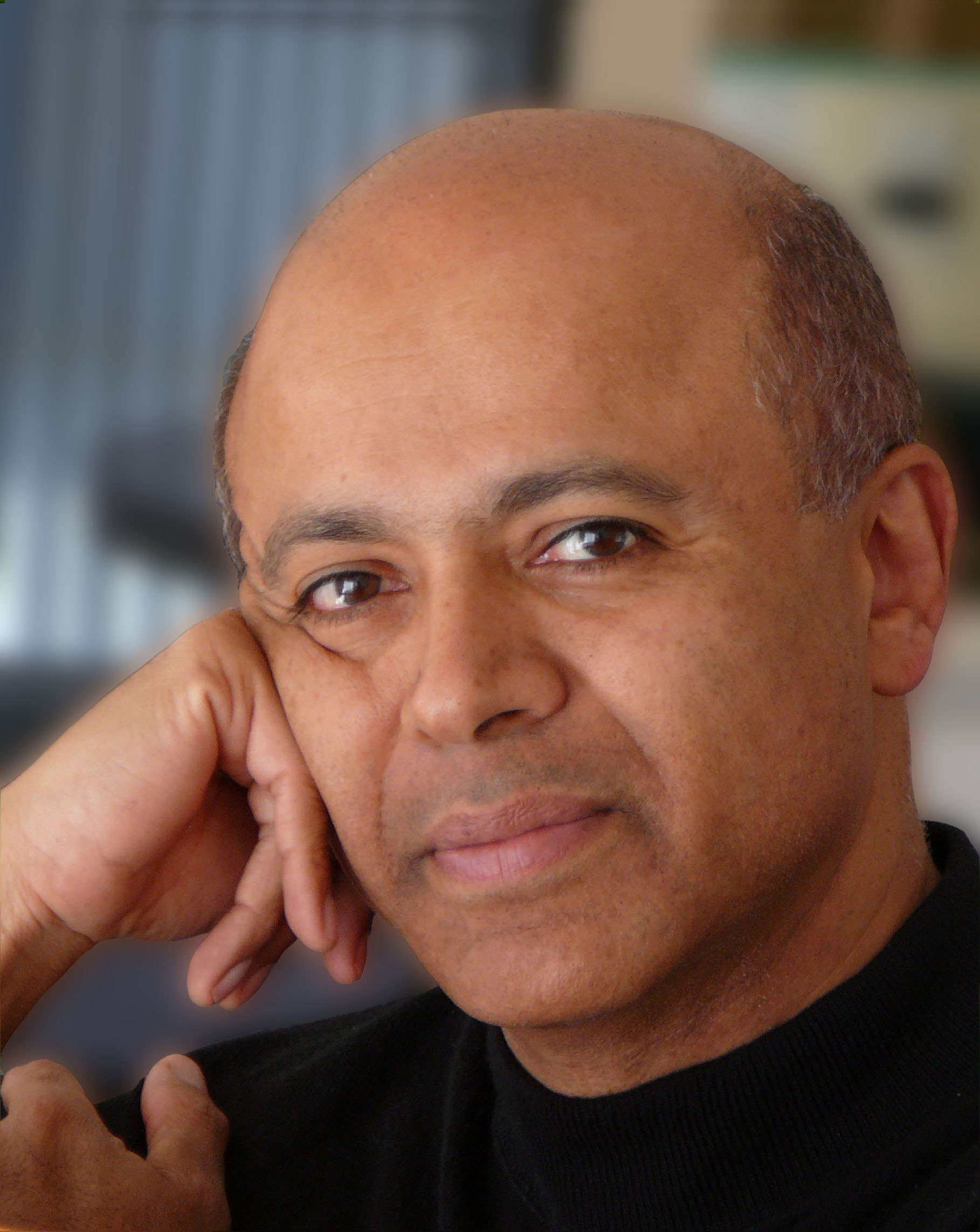
Abraham Verghese (2011)

Abraham C. Verghese (* 1955 in Äthiopien) ist ein indisch-amerikanischer Arzt und Bestsellerautor.

## Leben
Verghese wurde als Sohn indischer Malankara-Christen in Äthiopien geboren, musste aber aufgrund politischer Umwälzungen das Land verlassen und lebt seit den 1970er Jahren in den USA. Sein älterer Bruder George Verghese ist Professor der Ingenieurwissenschaften am MIT. Zunächst arbeitete er als Arzt in Tennessee, dann in Texas, wo er auch seine ersten beiden halb-autobiografischen Bücher über AIDS-Patienten und seinen todkranken Tennispartner schrieb.
2013 erhielt Verghese den Heinz Award, für 2015 wurde ihm die National Humanities Medal zugesprochen. 2022 wurde er in die American Academy of Arts and Sciences gewählt.

## Ausbildung und Karriere
Seine medizinische Ausbildung in Äthiopien wurde durch den Militärputsch 1974 unterbrochen. Mit Eltern und beiden Brüdern ging Verghese in die USA, bevor er sein Studium am Madras Medical College in Chennai abschloss.
Seit 2007 ist er in Stanford tätig. Seine autobiografisches erstes Buch My Own Country: A Doctor’s Story wurde 1995 mit dem Lambda Literary Award ausgezeichnet. Sein drittes Werk und erster Roman Rückkehr nach Missing (Cutting for Stone) verkaufte über eine Million Exemplare und erhielt 2010 den Indies Choice Book Award. Er handelt von einem im Äthiopien der 60er-Jahre als Waisen aufwachsenden Zwillingspaar, als Männer verlieben sie sich in dieselbe Frau und werden Feinde.

## Werke
- My Own Country: A Doctor’s Story. Vintage Publishing, 1994. ISBN 978-0679752929.
- The Tennis Partner: A Story of Friendship and Loss. Vintage Publishing, 1998. ISBN 978-0099735014.
- Cutting for Stone. Random House, 2008. ISBN 978-0375714368. 
  - Rückkehr nach Missing. Insel Verlag, 2009. Ins Deutsche übersetzt von Silvia Morawetz. ISBN 978-3-458-35700-1.
- The Covenant of Water. Atlantic Books, 2023. ISBN 978-1804710432.
  - Die Träumenden von Madras. Insel Verlag, 2023. Ins Deutsche übersetzt von Eike Schönfeld. ISBN 978-3-458-64393-7.